# Čjavanpráš
Čjavanpráš (v sanskrtu च्यवनप्राश – cyavanaprāśa, vyslovováno sanskrtsky čjavanapráša, hindsky čjavanpráš) je doplněk stravy, který je znám jako zdravotní tonikum, prostředek povzbuzující energii a udržující mládí. V Indii je nejprodávanějším bylinným doplňkem.[zdroj?]
Čjavanpráš je jednou z ájurvédských bylinných směsí, známých jako “rasáyana“, což je takový přípravek, jenž má schopnost předat kvalitnější vlastnosti tělesným tkáním. Rasa je ryzí část z výživy, kterou získáváme z potravin a áyana dopraví tyto živiny tkáním tak, aby nechřadly věkem a nemocí, ba naopak dosahovaly maximální regenerace. Takto naplňuje potřebu lidského hledání, jak si udržet tělo bez nemocí a ochránit před stárnutím. Proto je čjavanpráš považován za celkové tonikum. Směs bylin, cukru, medu, ghí a koření je tak vyvážena (dle výrobce se množství ingrediencí pohybuje kolem 25 položek i více, pro místní spotřebu v Indii jsou dokonce i čjavanpráše s 80 položkami), že podporuje celkovou imunitu, především u dýchacího, oběhového a močového systému, zlepšuje paměť a funkci smyslů.
Tento ájurvédský přípravek je často nazýván “elixír života” a objevuje se ve védských textech přes více než 2500 let. První zmínky jsou již z Rgvédu (X.61.1-3) a Mahábháraty. Účinky čjavanpráše shrnuje ve svém spise jeden z prvních ájurvédských lékařů, Čarakasanhjitě,[nedostupný zdroj] v části Čikitsá-sthánam, kap. I, verše 62-74.[ujasnit]
Čjavanpráš je hustý džem hnědé barvy, který chutná sladkokysele s lehkou příchutí koření. Užívá se nejlépe s mlékem nebo s teplou vodou. Hlavní složkou, vedle dalších bylin, je amalaki (Emblica officinalis), ghí, med a koření. Díky složení je tato marmeláda i samokonzervant.

## Historie
Legenda vypráví o neduživém světci Čavanovi, který tak dlouho meditoval bez hnutí až byl celý pokryt hlínou tak, že mu probleskovaly jen oči. Královská dcera, která jej náhodně na procházce objevila, po zhlédnutí dvou zářících bodů ze zvědavosti do nich píchla trnem, až z nich vytryskla krev. Světec v návalu zlosti přivolal na jejího královského otce kletbu. Král, když se to dozvěděl , vydal se za stárnoucím světcem pro odpuštění. Světec mu odpustil ale za podmínky, že mu dá svou dceru za ženu. Tak se i stalo. Po nějaké době do světcova domku přišla dvojice božských lékařů, dvojčata Ašvini Kumára a ti mu podali zázračný lék, který světci vrátil mladost a sílu a to tak, že se stal přitažlivým pro ženy a žil dlouhý život plný radosti. A tak byl tento lék na počest tohoto světce nazván čjavanpráš.
Příkladem složení, akceptovatelného EU, je čjavanpráš, dovážející se i do ČR přímo z indické Keraly, kde je výrobce, pod značkou Nagaryuna pod kontrolou ájurvédských lékařů. Z celkové hmotnosti 500 g je složení jednotlivých ingrediencí u tohoto čjavanpráše v takovémto poměru v jedné denní dávce: Emblica officinalis 9,1 g, Pipper longum 0,78 g, Curcuma zedoaria 0,74 g, Withania somnifera 0,5 g, Elettaria cardamomum 0,31 g, Adhatoda vasica 1,06 g, Aegle marmelos 0,26 g, Gmelina arborea 0,26 g, Premna integriofolia 0,26 g, Desmodium gangeticum 0,26 g, Stereospermum suaveolens 0,26 g, Oroxylum indicum 0,26 g, Boerhavia diffusa 0,26 g, Solanum xanthocarpum 0,26 g, Santalum album 0,26 g, Terminalia chebula 0,26 g, Pistacia integerrima 0,26 g, Phyllanthus niruri 0,26 g, Cyperus rotundus 0,26 g, Tribulus terrestris 0,26 g, Vitis Vinifera 0,26 g, Tinospora cordifolia 0,26 g, Asparagus racemosus 0,26 g, Cinnamomum tamala 0,07 g, Cinnamomum zeylanicum 0,07 g, třtinový cukr, ghí (přepuštěné máslo) a med.[zdroj?]